# Dysopsis hirsuta
Dysopsis hirsuta là một loài thực vật có hoa trong họ Đại kích. Loài này được (Müll.Arg.) Skottsb. mô tả khoa học đầu tiên năm 1953.